# 沖野俊太郎
沖野 俊太郎（おきの しゅんたろう、1967年3月23日 - ）はシンガーソングライター。おひつじ座。血液型はB型。
学生時代からバンド活動を始め、ブレイクのきっかけとなったヴィーナス・ペーター以前には、小山田圭吾と組んだバンド、Velludo（ビロード）で7インチ｢Self Love Portrait｣を発表している。
2003年にリリースしたアニメ「LAST EXILE」のオープニングテーマ「Cloud Age Symphony」をはじめ、2005年「ガン×ソード」といったアニメの主題歌・挿入歌を手がけたことから、それまでの音楽ファンのみならず海外のアニメファンにSHUNTARO, OKINOの名で知られるようになる。

## 経歴
小学6年生の頃、テレビで原田真二を見て初めて音楽に夢中になる。原田真二ファンクラブに入会。
中学時代、ビートルズを知り仲間とバンドを結成、同時に作曲も始める。当時のオリジナル曲はカセットテープに録音されまだ所有している。沖野の公式サイトにはカセットテープのデザインが使用されており、ブログにて『カセットって捨てられない。デザインもかっこいい』と言及。
高校時代、 ビートルズ、ローリング・ストーンズ、ザ・フー、ザ・クラッシュ、ザ・ジャム等の王道ロックにニューロマンティックの影響を加えたようなバンドで活動。殆どがオリジナル曲で、コンテストなどにも出場するが好機は得られなかった。
服飾専門学校時代、モッズバンドShoutを結成。 March Of The Mods、Mods Mayday 等のイベントに出演するが、「クールでイカした」他のモッズバンドと異なりものすごいエナジーを誇るバンドだったため異端児扱いされる。いわば殆どパンク・ロックバンドだったためか当時の対バンに甲本ヒロトの率いるザ・コーツがいる。また、The Bikes（ザ・コレクターズ）とは何度か対バンをしている。最終的にモッズ達のファッションやスタイルへの執着に嫌気がさしバンドを脱退。
ある日、原宿にて女性キーボーディスト に『バンドのヴォーカリストをやってくれませんか』と声をかけられ、それまでのバンドではヴォーカリストではなくギタリストだったため『ギターなら』と参加する。その後、同キーボーディストは雑誌「POPEYE」で見つけた小山田圭吾をバンドのヴォーカリストへ誘う。因に沖野と小山田に目をつけたその女性キーボーディストとは、のちに小山田とフリッパーズ・ギターとしてデビューする井上由紀子。井上の働きかけによる、後に知られる渋谷系の誕生のきっかけともなるこのバンドは、特に目立った活動もないまま、沖野と小山田による新バンドVelludo/ビロードの結成とともに活動停止。
1988年、Velludo、「Self Love Portrait」(7" アナログ)をOffice Paraからリリース。次作用の楽曲はその録音が終了していたものの、レーベルの失策によりお蔵入りとなる。しかし、後の沖野のバンドヴィーナス・ペーターで再録されリリースされる（アルバム「Lovemarine」収録、「Mighty Mystic Eyes」）。
このバンド期を通じ、小山田の影響で沖野もイギリスのインディー・ロックを聞くようになる。『引越の多かった幼少期の影響か生来の放浪癖か』、急遽沖野の米国ニューヨーク行きにより、Velludoは解散。
1989年、渡米一年後、ラジオから流れるザ・ストーン・ローゼズに衝撃を受け今度は渡英。ロンドンに滞在し、マッドチェスターに大いに影響を受けて半年後に日本に帰国。
1990年6月、在英時の知人を通して知り合ったメンバー等によるバンド・ヴィーナス・ペーターでの活動を開始。
1991年8月、ヴィーナス・ペーター、Wonder Release Records（UK.Projectの1991年設立レーベル）の第一弾ミュージシャンとしてアルバム「Lovemarine」、シングル「Doo Be Free」(12" アナログ) をリリース。
1992年、ヴィーナス・ペーター、Wonder Release Records に籍を置いたままポリスターと契約、1st メジャー・アルバム「Space Driver」をリリース（トラットリア）。
1993年6月、ヴィーナス・ペーター、アルバム「Big "Sad" Table」をリリース（トラットリア）。
1994年2月、渋谷CLUB QUATTROでのライブを最後にヴィーナス・ペーター解散、ソロ活動を開始させる。
1995年2月、1st ソロ・シングル「The Spiritual Rising」（Wonder Release Records）、続いて5月に 1st ソロ・アルバム「Hold Still-Keep Going」（ポリスター）をリリース。
1996年、シングル「Set Me Free」(7" アナログ)、2nd ソロ・アルバム「Electroika」 をリリース（Wonder Release Records）。
1997年、Taro Yoda (DJ Yoda, 与田太郎）コンパイルのトランス・ミックスアルバム「Morning Tracks Volume 1」に2曲を提供（Ki/oon Music）
1999年より、ソロ・ユニット「Indian Rope」名義でのリリース開始。
1999年10月、Indian Rope、「Stone Buddha e.p.」リリース（トラットリア）。
2000年2月、Indian Rope、「Downsized e.p.」リリース（トラットリア）。
2000年8月、Indian Rope、「New Decade e.p.」リリース（トラットリア）。
2001年1月、Indian Rope、アルバム「Limbo」リリース（トラットリア）。
2001年7月、Indian Rope、アルバム「Gimmie Brighter」リリース（トラットリア）。
Indian Rope名義の楽曲は、当時の自宅スタジオである河口湖Pheasant Studioにて製作され、 「All tracks: Composed（またはWritten）, Arranged, Performed, Mixed and Produced by Shuntaro Okino as INDIAN ROPE at Pheasant Studio」、またはこれに同等のクレジットが全リリースに見られるようになる。ただし1999年のIndian Ropeデビューシングルにあたる「Stone Buddha e.p.」は沖野が東京居住中に自宅録音したものであり、同作の録音スタジオクレジットは「INDIAN ROPE at his bed room」。
なお、Indian Ropeとして最初に発表された楽曲は、1999年3月リリースのコンピレーション・アルバム「Prego! '99」収録、「Mud Mud World」（トラットリア）。
2002年、Indian Rope、Port of Notesの「Into The Light」のリミックスを手がける（Crue-L Records）。同12インチのサイドAは砂原良徳による「Regret」リミックス。2015年12月現在、この作品がIndian Rope名義の最後のリリースとなっている。
沖野本人はIndian Ropeの音楽について「Indian Ropeこそ再評価されるべきだと強く思うと同時に永遠に評価されない感じもかっこいいよね。要は他人の評価より自分で愛すべき音楽だと思える、それが一番の幸せ。」と言及。
2003年、テレビ東京系アニメ「LAST EXILE」のオープニング・テーマ曲「Cloud Age Symphony」、挿入歌「Skywriting」、「I Can See A Heart」、「Head In The Clouds」（ビクターエンタテインメント）を手がける。
2005年、テレビ東京系アニメ「ガン×ソード」のエンディング・テーマ「A Rising Tide」、「A Rising Tide (Acoustic)」、「Calling You」（挿入歌としても使用）を手がける（ビクターエンタテインメント）。
同年、1年だけの期間限定でヴィーナス・ペーターを再開させることを発表し、10月25日 Venus Peter オフィシャルサイト オープン。
2006年9月、ヴィーナス・ペーター13年振りのアルバム「Crystalized」リリース（K.O.G.A Records）。ツアーと並行し、沖野俊太郎ソロ・ワークとして、同年10月発売のソニーデジタルカメラサイバーショット M2の広告音楽を手がける。同ソニー、デジタルオーディオプレーヤー型ウォークマンの内蔵デモ音源を提供。
2007年、新バンドOceanの活動を開始。
同年8月、ヴィーナス・ペーターのアルバム「Crystalized」(オリジナルリリース2006年）が韓国のHappy Robotからもリリース、Grand Mint Festival 2007 (2007年10月7日、会場オリンピック公園 (ソウル特別市)）に招聘され出演する。それにあわせ日本国内でもヴィーナス・ペーターのライブを行う。
2008年、バンドOcean、ミニ・アルバム「Ocean」をセルフ・リリース。
同年12月、Oceanに在籍しつつソロ・パフォーマンスでのライブ活動を開始させる。ソロ・アルバムの製作とあわせ、インターネット上でMV、ライブ映像、デモ・テイク、カバー曲、リハーサル音源等をアップロードする。その後Oceanとしての活動は休止の旨が公式にアナウンスされる。
2014年6月、ヴィーナス・ペーター8年振りとなる新作「Nowhere EP」をリリース（KOGA Records）、一回限りのインストア・ライブをタワーレコード渋谷店にて行う。
2014年12月、Twitterオフィシャル・アカウントにて、2015年1月末から、アルバム「Gimmie Brighter」（Indian Rope名義、トラットリア、2001年）以来となるソロ・アルバムのレコーディングを開始することを発表。
2015年11月11日、レーベル Indian Summer より、14曲入りフルアルバム「F-A-R」発売。レーベル特設サイト、アルバムとコラボレートしたニットキャップ発売（CA4LA）、Twitter上のキャンペーンとして盟友小山田圭吾によるリミックス曲の限定視聴などのキャンペーンが行われる。

## ディスコグラフィー

### シングル
1. Cloud Age Symphony（2003年05月21日／ビクターエンタテインメント）オリコン52位
  1. Cloud Age Symphony[5:59]
作詞・作曲・編曲：沖野俊太郎
アニメ「LAST EXILE」オープニングテーマ
  2. skywriting[5:12]
作詞：Damian Broomhead／作曲：沖野俊太郎／編曲：沖野俊太郎
  3. Cloud Age Symphony 〔Instrumental〕[6:00]
  4. skywriting 〔Instrumental〕[5:08]

### アルバム
1. HOLD STILL-KEEP GOING（1995年05月25日／ポリスター）
  1. Funky Planet[4:11]
  2. The Spiritual Rising[6:04]
  3. Human Universe[5:52]
  4. 太陽に追されて[5:13]
  5. Let's Stay Together[4:50]
  6. I am One Of The God's Mistake[1:22]
  7. Get Yourself[3:48]
  8. Life Goes On[5:21]
  9. Feelin' Alright[6:29]
  10. Good Times And Bad Times[6:05]